# Anna Humblot
Pour les articles homonymes, voir Humblot.
Anna Jeanne Julie Humblot, née Buirette, signant ses œuvres Anna Humblot, Anna Émile Humblot, Émile Humblot ou Humblot-Buirette, née à Suippes le 2 juillet 1874 et morte à Joinville le 4 novembre 1968 est une peintre, décoratrice et aquafortiste française.

## Biographie
Élève de Léon Salles, elle expose au Salon des artistes français en 1924 et 1925 sous le nom Humblot-Buirette puis, à partir de 1926 sous le nom d'Émile Humblot, son mari depuis le 9 juin 1894, ce qui rend difficile l'identification de leurs œuvres distinctes. Elle y obtient en 1925 une mention honorable puis une médaille de bronze en 1927 et une médaille d'argent en 1929. 
Elle fonde à la mort de son mari en 1931 un prix triennal de mille trois cents francs décerné par le Salon des artistes français, le prix Anna-Émile Humblot. Anna et son mari Émile Humblot, ont eu une fille Marguerite, peintre également.

## Œuvres
- Vieille Maison à Joinville, gravure sur bois d' après un tableau d'Émile Humblot (1894)[3]
- Un village meusien (estampe, 1923)[4]
- Vieux Pont de bois (Venise) (estampe, 1925)[4]
- Vieille Porte à Séguret, aquatinte (1926)[5]